# Josef Eduard Kornyšl
Josef Eduard Kornyšl (20. ledna 1824 Rakvice – 20. října 1873 Vídeň) byl rakouský politik české národnosti z Moravy; poslanec Moravského zemského sněmu.

## Biografie
Narodil se jako jediný syn bohatého mlynáře (svobodníka, tedy nikoliv poddaného) Josefa Kornyšla, majitele Trkmanského mlýna. Od roku 1830 navštěvoval českou triviální školu v rodné obci a od věku jedenácti let studoval na šestiletém latinském gymnáziu v Brně, které dokončil roku 1841. Pak nastoupil dvouleté studium filozofie v Brně. V roce 1846 (podle jiného zdroje roku 1843) započal studia medicíny na Karlo-Ferdinandově univerzitě v Praze. Během revolučního roku 1848 se účastnil veřejného dění a patřil mezi účastníky Slovanského sjezdu, kde reprezentoval vlastence z Klobouk u Brna, Kobylí, Vrbice a Brumovic. Podílel se na studentských bouřích a konfrontaci s vojsky Alfreda Windischgrätze. Účastnil se i dvou neúspěšných vojenských výprav z Moravy na pomoc Slovákům proti maďarské revoluci. V roce 1848 studia přerušil a odstěhoval se do rodného kraje. Patřil mezi hlavní veřejně činné osoby na Hustopečsku a Hodonínsku. Vystupoval proti robotě a šlechtickým výsadám. Poté, co zemřel jeho otec, převzal správu rodinného mlýna, který zdědil roku 1836. Mlýn roku 1857 prodal správě císařských statků ve Velkých Pavlovicích, místo toho roku 1859 zakoupil půllánovou usedlost čp. 140, kde hospodařil do své smrti.
Okolo roku 1869 začal veřejně vystupovat ve prospěch založení rolnického cukrovaru. Po schůzkách s cukrovarskými odborníky začala stavba. Dokončena byla v roce 1871. Provoz ale skončil po první kampani a roku 1873 byl prodán. Kornyšl byl i politicky činný. Byl předsedou silničního výboru na Hustopečsku. V dubnu 1864 byl zvolen do obecního výboru v Rakvicích. Od roku 1870 do roku 1873 zastával funkci starosty obce. Inicioval založení čtenářského spolku Žerotín v Rakvicích. Patřil mezi první členy Sokola v Brně. Organizoval sbírku na výstavbu Národního divadla v Praze a účastnil se slavnostního pokládání základního kamene. V roce 1871 získal čestné občanství v Podivíně.
Zapojil se i do vysoké politiky. V doplňovacích zemských volbách 13. listopadu 1866 se stal poslancem Moravského zemského sněmu, za kurii venkovských obcí, obvod Hustopeče, Břeclav, Židlochovice atd. Mandát zde obhájil v zemských volbách v lednu 1867, zemských volbách v březnu 1867, zemských volbách 1870, zemských volbách v září 1871 i krátce poté konaných zemských volbách v prosinci 1871. Zbaven mandátu byl roku 1872. Patřil k Moravské národní straně (staročeské). Poslanecký slib skládal v únoru 1867 v češtině.
Zemřel v říjnu 1873 ve Vídni, kam odjel na Světovou výstavu. Okolo příčin jeho úmrtí se objevily četné dohady. Mělo ale jít o mozkovou mrtvici. V roce 1848 mu byla na domě čp. 140 v Rakvicích odhalena pamětní deska.